# 軍事史
軍事史（簡稱軍史）是指對以往的戰略、軍事部署、軍事裝備等的軍事範疇的記載。軍事史是軍事歷史學中的根基，同時具有歷史的鑑古知今的作用。在軍事的角度上，軍事史為軍事家提供了一個參考，有助為對現有的狀況實行適當的軍事部署。在歷史學的角度上，軍事史記載了一個對以往國家的軍事狀況的全面描述，有助了解當時該國家的國際地位。

## 參见
- 分类:各大洲军事史
- 分类:各国军事史

## 外部連結
- 國家圖書館：軍史 （页面存档备份，存于）